# Східний гравет

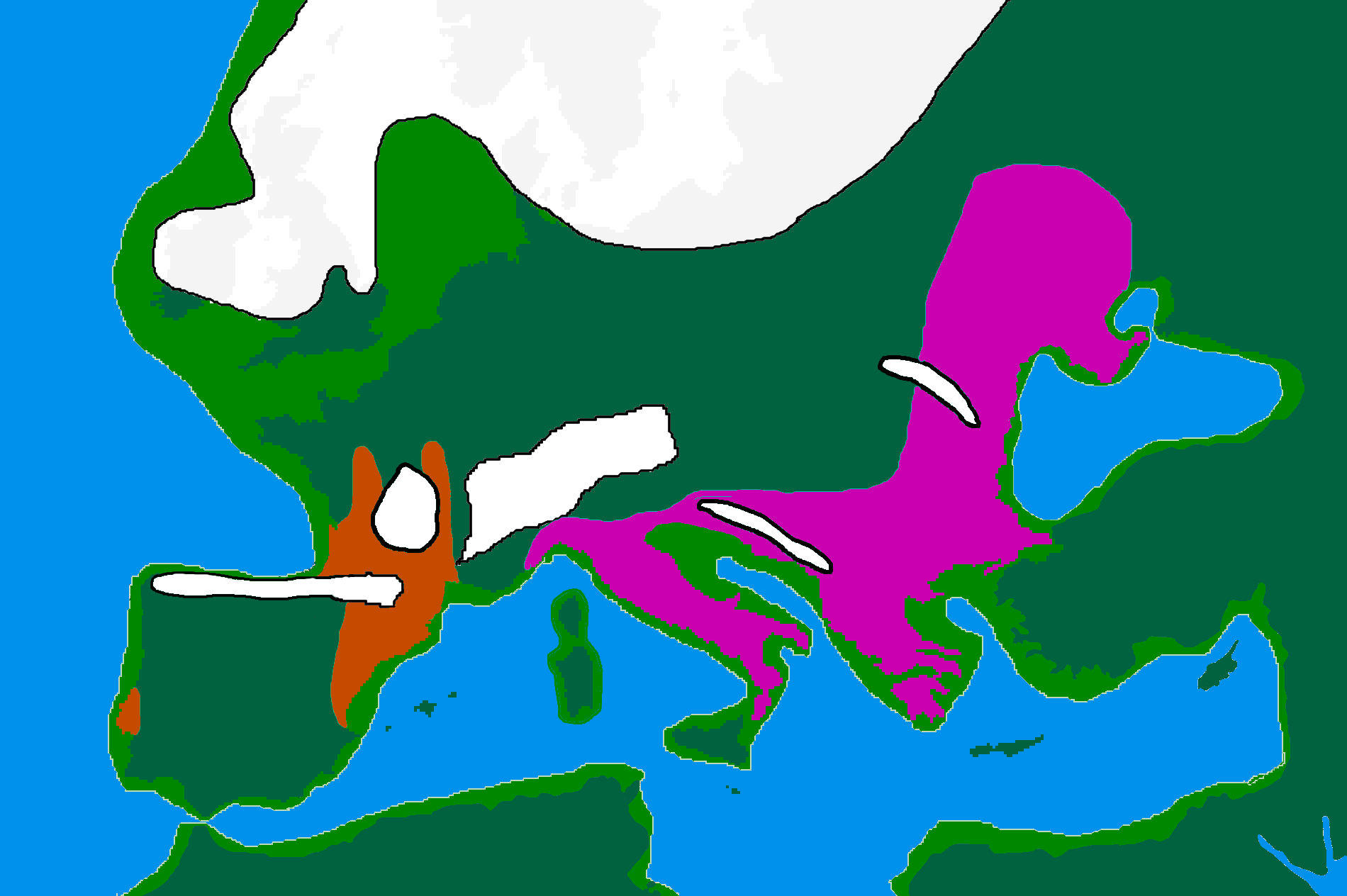
Європейські сховища Останнього Льодовикового Максимуму, 20.000 р. тому
Солютрейська та пре-Солютрейська культури
Епіграветтська культура

Східний гравет, Павлов'єн — археологічна культура пізнього палеоліту під час останнього льодовика. Схожість виробів культури з виробами граветської культури дало їй назву. Більш вузьке розуміння культури лімітоване Вілендорф-костенківською культурою.
Археологи вбачають початок культури в Австрії і Моравії (Віллендорф, Павлов) звідки мисливські племена в переходах за стадами мамутів заселили долини Вісли, Прип'яті, горішнього і середнього Дніпра, Дона і можливо далі. Науково датується 30 000 (початок в Центральній Європі) — 20 000 рр. до н. е.. Одна з найхарактерніших рис — присутність палеолітичних венер (Віллендорфська Венера).
Головні пам'ятки:
- Австрії: Віллендорф,
- Чехії: Дольні-Вестонце (10 км північніше Мікулова), Пшедмость, Павлов (у 8 км від Мікулова), Петржковіце,
- України: Пушкарі 1, Авдійове,
- Білорусі: Бердиж,
- Росії: Хотильове 2, Гагарине, Костенки 8/2, Борщове 1, Костенки 1/1 і можливо Костенки 21/3, Зарайськ.